# Alliance israélite universelle

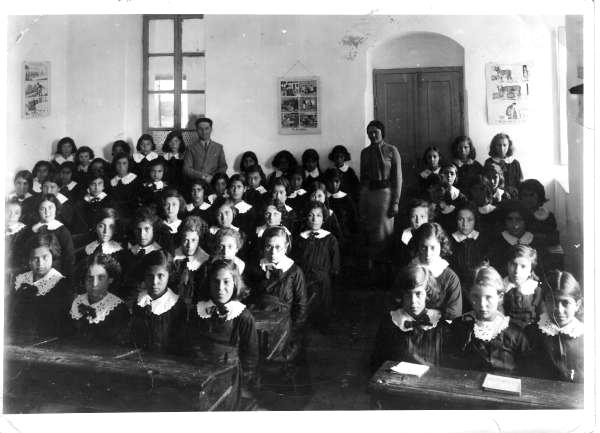
Dívčí škola Alliance israélite universelle v Jeruzalému v roce 1935

Alliance israélite universelle (hebrejsky: כל ישראל חברים, Kol Jisra'el chaverim, zkráceně též jen Alliance) je francouzská židovská organizace s globální působností založená roku 1860.

## Vznik
V 19. století rostly mezi Židy ve Francii snahy pomoci svým souvěrcům v zemích, kde čelili pronásledování a chudobě. Popudem v tomto ohledu byla zejména takzvaná Damašská aféra roku 1840, v níž bylo proti Židům v Damašku vzneseno obvinění z rituální vraždy nebo aféra okolo Edgarda Mortary, židovského chlapce, který byl unesen roku 1858 úřady v Papežském státě a vychováván jako katolík. V témže roce navrhl Isidor Cahen vznik Alliance israélite universelle jako celosvětové organizace zajišťující obranu Židů a podporující jejich vzájemnou svépomoc. Roku 1860 zopakoval tento návrh spisovatel Simon Bloch. V květnu 1860 byla Alliance israélite universelle skutečně založena. Mezi jejími zakladateli byli Adolphe Cremieux (její první prezident), Isidor Cahen, Aristide Astruc, Eugène Manuel, Narcisse Leven, Charles Netter či Jules Carvallo. Organizaci měl řídit třicetičlenný výbor, sídlem byla Paříž, přičemž dvě třetiny členů ústředního výboru měli být občané Paříže. Organizace měla jazykově a kulturně silně francouzský étos a všichni její prezidenti (s výjimkou S. H. Goldschmidta v letech 1881–1898) byli francouzští Židé.

## Politické a humanitární aktivity
Organizace se od počátku stala neoficiálním diplomatickým reprezentantem Židů a obraceli se na ni členové židovských komunit čelících diskriminaci. Alliance israélite universelle opakovaně intervenovala u zahraničních vlád. Podařilo se například zlepšit právní status Židů v Srbsku a Rumunsku, zasáhla i na obranu Židů v Rusku a Belgii. Byla výrazným aktérem během Berlínského kongresu roku 1878, kde připomínkovala práva Židů v nových státech na Balkánu. Podobně byla aktivní i při dojednávání Versailleské smlouvy v roce 1919.
Dalším významným rozměrem aktivit byla v 19. století pomoc židovským přistěhovalcům, kteří kvůli pronásledování odcházeli z východní Evropy. Pro tento účel spoluzaložila Alliance israélite universelle výbor na pomoc uprchlíkům v Königsbergu. Společně s Židovským kolonizačním sdružením se snažila řešit otázku židovských migrantů i formou zemědělské kolonizace. Alliance vyslala také expedice za odlehlými židovskými komunitami v Jemenu nebo Beta Israel.

## Školství
Od 90. let 19. století se Alliance israélite universelle začala výrazněji soustřeďovat na školství a spustila síť židovských francouzskojazyčných škol v zemích Balkánu a Blízkého východu. K zřízení těchto škol přispěl svými dary baron Maurice de Hirsch. V Paříži byl za tímto účelem roku 1867 založen ústav École Normale Israélite Orientale, který vychovával učitele. Roku 1897 také byl v Istanbulu otevřen rabínský seminář. Školy Alliance se staly pro mnoho jejich absolventů šancí získat kvalitní západní vzdělání. Alliance například od počátku umožňovala výuku dívkám a zaměstnávala učitelky. V Řecku fungovalo deset škol, jejich rozvoj se zbrzdil v období mezi první a druhou světovou válkou, roku 1939 zůstávaly jen čtyři a v 60. letech 20. století školské aktivity Alliance v Řecku ustaly. V Bulharsku bylo v letech 1870–1885 zřízeno deset škol, které postupně zanikly po první světové válce. Výrazné aktivity měly školy Alliance israélite universelle v Osmanské říši, kde k roku 1912 fungovalo 71 chlapeckých a 44 dívčích škol (z toho 52 v evropské a 63 v asijské části říše). Postupně zesilovaly školské aktivity Alliance na Blízkém východě a v severní Africe. V Maroku vznikly první alianční školy v roce 1862. Roku 1912 už tu bylo v provozu 14 škol s 5500 žáky. V roce 1928 byly tyto školy začleněny do oficiální vzdělávací soustavy a získaly pravidelné financování. Jejich počet narostl k roku 1939 na 45 s 15 761 žáky. Roku 1952 již ústavy Alliance navštěvovalo v Maroku 28 000 žáků. V Tunisku vznikla první alianční škola roku 1878 a roku 1960 zde studovalo téměř 3000 žáků. Alliance provozovala školy v Libanonu (první vznikla roku 1869), roku 1950 se zdejší školy staly terčem bombových útoků, ale byly obnoveny a ještě roku 1960 měly 1295 studentů. Alianční školy se otevřely i v Sýrii, Egyptě a Iráku (zde je roku 1947 navštěvovalo 6 000 žáků). V Íránu byla zřízena první škola roku 1898 v Teheránu a roku 1960 zdejší alianční vzdělávací soustava čítala 15 škol s 6 200 studenty.
Výrazný byl i rozmach aliančních škol v turecké Palestině (později britský mandát Palestina), kde se roku 1870 zásluhou Charlese Nettera otevřela zemědělská škola Mikve Jisra'el, která sehrála významnou roli při výchově zemědělských kádrů při židovském osidlování země. Alianční škola fungovala také v Jeruzalému. Aktivity Alliance israélite universelle v mandátní Palestině byly ovšem terčem opakované kritiky, ze strany sionistů, kterým vadila frankofonní orientace těchto ústavů. V roce 1924 se například proti vyučování ve francouzštině postavila Liga na ochranu hebrejského jazyka, která doporučila žákům alianční školy v Tel Avivu přejít na školy s hebrejským vyučovacím jazykem.
Po druhé světové válce alianční školy obnovily své aktivity, ale v mnoha arabských zemích musely čelit rostoucímu nepřátelství většinové společnosti. Mnoho žáků zdejších škol v této době navíc odešlo do nově vzniklého státu Izrael. V roce 1968 bylo v Maroku v provozu 31 škol s 8 000 studenty, v Íránu 13 s 5 000 žáky, v Izraeli 13 s 5 000 žáky, v Libanonu 3 s 1 000 žáků, v Tunisku rovněž 3 s 1 000 žáků a v Sýrii 1 s 400 studenty. Celkem 64 škol s téměř 21 000 žáky. V této době Alliance zesílila své aktivity v samotné Francii, kam přesídlilo mnoho Židů ze severní Afriky. Za tímto účelem otevřela střední školy a rozšířila výuku v École Normale Israélite Orientale. Roku 1989 Alliance otevřela novou knihovnu, která se s více než 120 000 svazky stala největší židovskou knihovnou v Evropě.